# Stenopodidea
De Stenopodidea is een kleurrijke infraorde van tienpotige schaaldieren, vaak verward met garnalen. In feite behoren ze tot een groep die nauwer verwant is met kruipende tienpotigen zoals kreeften en krabben. Zij kunnen vrij eenvoudig worden herkend aan het derde paar pereopoden (looppoot) dat beduidend groter is dan de eerste twee paar. 
De oudste fossiele Stenopodidea soort is Jilinocaris chinensis uit het late Krijt.

## Taxonomie
Drie families worden onderscheiden:
- Macromaxillocarididae  Alvarez, Iliffe & Villalobos, 2006
- Spongicolidae  Schram, 1986
- Stenopodidae  Claus, 1872